# Псалтирь с аукциона «Кристис»
Псалтирь, проданная на аукционе «Кристис» 3 июня 1998 года — глаголическая рукопись на 132 листах пергамена, почти полный текст Псалтири (недостает только нескольких листов в конце). Малоизученный памятник старославянского языка XII—XIII вв. Написана древнейшей круглой (болгарской) глаголицей. Цветные заставки и буквицы с медальонами, изображающими человеческие лица. Якобы хранилась в семье болгарских эмигрантов. Аукционистами была оценена в 10—15 тысяч фунтов стерлингов. Предоставлялась для экспертизы Саймону Франклину (Кембридж) и Мэри Мак-Роберт (Оксфорд), специалистам по истории и старославянскому языку. Продана анонимному покупателю за 53 200 фунтов стерлингов. Нынешнее местоположение неизвестно; по английским законам в случае вывоза памятника за пределы страны в Британскую библиотеку должна быть представлена микрофильмированная копия.